# Райли, Терри
Терренс Митчелл Райли (англ. Terry Riley; род. 24 июня 1935, Колфакс) — американский композитор и музыкант, творчество которого относят к минимализму. Значительное влияние на него оказали джаз и индийская классическая музыка.

## Биография
Терри Райли родился в Колфаксе, США. Получал образование в колледже Шаста (англ. Shasta College), Университете штата в Сан-Франциско и в Консерватории Сан-Франциско, затем получил степень магистра искусств в Калифорнийском университете в Беркли (США).
Принимал участие в работе экспериментального Центра Плёночной музыки в Сан-Франциско (англ. San Francisco Tape Music Center), работая вместе с Мортоном Саботником, Стивом Райхом, Полин Оливерос и Реймоном Сендером. Однако самое большое влияние оказал на него Пандит Пран Нат (англ. Pandit Pran Nath), мастер классического индийского пения. Во время учёбы у последнего, Райли неоднократно путешествовал по Индии, чтобы учиться играть и аккомпанировать на табле, тамбуре и учиться пению. В 1960-е он также много путешествовал по Европе, подрабатывая тапёром. С 1971 преподавал индийскую классическую музыку в Миллс-колледже (англ. Mills College), Институте искусств Калифорнии [California Institute of Arts], Нью-Дели. В 2007 Райли получил степень почётного доктора музыки в Университете Чапмэна (англ. Chapman University).
В 1960-х Райли давал свои известные «всенощные концерты», в которых исполнял преимущественно импровизации, с вечера и до рассвета, используя старую фисгармонию и подключённый к ней пылесос, чтобы не качать меха педалями, а также саксофон. Когда, после многих часов игры, ему требовался перерыв, он включал фрагменты записи саксофона с дилэем. Райли давал такие концерты несколько лет подряд. Зрители посещали их семьями, принося с собой складные стулья и спальные мешки.
Райли упоминает Джона Кейджа и «действительно выдающиеся камерные ансамбли Джона Колтрейна и Майлса Дэйвиса, Чарльза Мингуса, Билла Эванса и Гила Эванса», как оказавших влияние на его творчество, что свидетельствует о совокупном влиянии на его творчество музыки Востока, западного авангарда и джаза.
Многолетнее сотрудничество с Кронос-квартетом началось, когда Райли познакомился с основателем коллектива Дэвидом Харрингтоном (англ. David Harrington) в Миллс Колледж (англ. Mills College). За свою карьеру Райли написал для Кронос-квартета 13 струнных квартетов, помимо других своих работ.
Своё первое сочинение для оркестра, Jade Palace, Райли написал в 1991, и впоследствии написал на заказ ещё несколько сочинений для оркестра.
В настоящее время Райли выступает и преподаёт и как сольный исполнитель на фортепиано, и как певец индийской раги. В мае 2011 он был приглашён группой Animal Collective выступить на фестивале «Все вечеринки завтрашнего дня» (англ. All Tomorrow's Parties).
У Терри Райли есть сын, Джиан, который играет на гитаре.

## Музыкальный стиль
Его раннее творчество находилось под влиянием Карлхайнца Штокхаузена, но после первого знакомства с работами Ла Монте Янга, в чьем Театре Вечной Музыки (англ. Theatre of Eternal Music) он играл позднее в 1965-1966 годах, его стиль поменялся. «Струнный квартет» (англ. The String Quartet) (1960) стал первой работой уже в новом стиле; позже последовало струнное трио, где он впервые использовал цикличные короткие музыкальные фразы. Это сочинение считается первым, в котором впервые в нотированном тексте внедрена репетиция коротких фраз как элемент техники минимализма.
В 1950-х он уже работал с «плёночными петлями» (англ. tape loops), тогда ещё новой технологией, и в дальнейшем не переставал работать с магнитной лентой для создания музыкальных эффектов как в студии, так и в живых выступлениях. В ранней его «плёночной» пьесе The Gift («Дар», 1963) звучит труба Чета Бейкера. Сочинял он и пьесы в натуральном строе, и микротональные пьесы.
Кроме совместной работы с Кронос-квартетом, Терри Райли в разное время сотрудничал с Rova Saxophone Quartet, Полин Оливерос (англ. Pauline Oliveros) и ARTE Quartett.
Творчество и многочисленные идеи Терри Райли оказали влияние на многих других музыкантов, в том числе Джона Адамса, Брайана Ино, Роберта Фриппа, Филиппа Гласса, Майка Олдфилда, Фредерика Ржевски (англ. Frederic Rzewski), группы Tangerine Dream и The Who.

### In C(1964)
Музыку Райли отличает импровизация последовательностями музыкальных фраз различной длины. Так, например, пьеса In C (1964), идея которой родилась у него в Сан-Франциско, в автобусе по пути на работу, состоит из 53-х отдельных частей (фраз), в большинстве своём равных одному такту, каждая из которых содержит свой музыкальный рисунок, но каждая, как следует из названия, играется «в тоне до».
Один из исполнителей, задавая темп, отвечает за ровную пульсацию ноты «до» на клавиатуре фортепиано. Остальные музыканты, количество которых, как и количество инструментов, намеренно не оговаривается, играют вышеописанные музыкальные последовательности, следуя разве что скупым примечаниям к тексту. Исполняемые одна за другой, 53 фразы  накладываются, сливаются и перекликаются по ходу исполнения произведения.
Впервые пьеса In C была исполнена Стивом Райхом, Джоном Гибсоном, Полин Оливерос и Мортоном Саботником.
Изданная в 1968 на лейбле Columbia Records, пьеса In C стала фундаментом, на котором был построен минимализм в музыке.
В Саратове эта музыка была впервые исполнена ансамблем "Театр новой музыки" 18 марта 2013 в Театральном зале консерватории на концерте-спектакле "Станция In С". Весь вечер в сочетании с песочной живописью звучала музыка разных эпох в До мажоре и до миноре, а кульминацией и логичным завершением спектакля стало произведение Терри Райли "In С". В составе ансамбля были флейта, гобой, кларнет, фагот, струнный квинтет, ударные, фортепиано, синтезатор, электрогитара, академический вокал, народный вокал.

### A Rainbow in Curved Air(1967)
Известный электронный альбом A Rainbow in Curved Air (записан в 1967–1968 годах, выпущен в 1969), вдохновлял многие из более поздних произведений электронной музыки, включая синтезаторные партии Пита Таундсена в песнях Baba O'Riley и Won't Get Fooled Again группы The Who, которые впоследствии были посвящены Терри Райли и Мехер Бабе, а также композицию Tubular Bells (1973) Майка Олдфилда.
Используя эффект «наложения» (англ. overdubbing), в заглавной пьесе Райли использует электроорган, электроклавесин, дарбуку и тамбурин. Начинаясь с минималистического гудения, композиция быстро развивается в захватывающую сложную игру музыкальных фраз и рисунков. Во второй пьесе альбома, Poppy Nogood and the Phantom Band, Райли играет на саксофоне-сопрано.
Заглавная композиция альбома звучит в компьютерной игре Grand Theft Auto IV (радиостанция The Journey). Частично музыка с альбома была использована в радиопостановке «Автостопом по галактике» Дугласа Адамса на радио BBC Radio 4.

## Дискография
- 1963: Music for The Gift
- 1965: Reed Streams
- 1969: A Rainbow in Curved Air
- 1968: In C
- 1970: Church of Anthrax, при участии Джона Кэйла
- 1972: Persian Surgery Dervishes
- 1975: Descending Moonshine Dervishes, Kuckucku Records
- 1978: Shri Camel для электрооргана-соло в натуральном строе с дилэем
- 1984: Terry Riley: Cadenza on the Night Plain, совместно с Kronos Quartet
- 1985: No Man's Land
- 1986: The Harp of New Albion, для фортепиано в натуральном строе
- 1987: Chanting the Light of Foresight, с Rova Saxophone Quartet в натуральном строе
- 1989: Salome Dances for Peace для Kronos Quartet
- 1998: Piano Music of John Adams and Terry Riley в исполнении Глории Чен (англ. en:Gloria Cheng)
- 2002:  Sun Rings  для Kronos Quartet
- 2004: The Cusp of Magic, совместно с Kronos Quartet
- 2008: Banana Humberto, фортепианный концерт с Ансамблем Пола Дрешера (англ. en:Paul Dresher)
- 2010: Two Early Works, первая запись двух ранних сочинений Райли в исполнении Квартета Колдер (англ. Calder Quartet)
- 2012: Aleph